# كريد (كولورادو)
كريد (بالإنجليزية: Creede, Colorado)‏ هي بلدة تقع في مقاطعة مينرال، كولورادو بولاية كولورادو في الولايات المتحدة. تبلغ مساحتها 1.6 (كم²)، وترتفع عن سطح البحر 2682 م، بلغ عدد سكانها 290 نسمة في عام 2010 حسب إحصاء مكتب تعداد الولايات المتحدة وتصل الكثافة السكانية فيها 235.6 نسمة/كم2.

## وصلات خارجية
- City website
- The US50 - Cities and Towns in Colorado State
- Colorado Cities and Towns, Facts, Map, Flag, Colleges, Government, and More